# Billbergia morelii
Espèce
Classification phylogénétique
Billbergia morelii est une espèce de plantes de la famille des Bromeliaceae, endémique de la forêt atlantique (mata atlântica en portugais) au Brésil.

## Synonymes
- Billbergia glymiana de Vriese[1] ;
- Billbergia glymiana Beer[1] ;
- Billbergia pulcherrima K.Koch & C.D.Bouché[1] ;
- Billbergia wetherellii Hook.[1].

## Distribution
L'espèce est endémique de l'est du Brésil.

## Description
L'espèce est épiphyte.